# Ringinsari (Kandat)
Ringinsari is een bestuurslaag in het regentschap Kediri van de provincie Oost-Java, Indonesië. Ringinsari telt 3477 inwoners (volkstelling 2010).